# Cederträolja

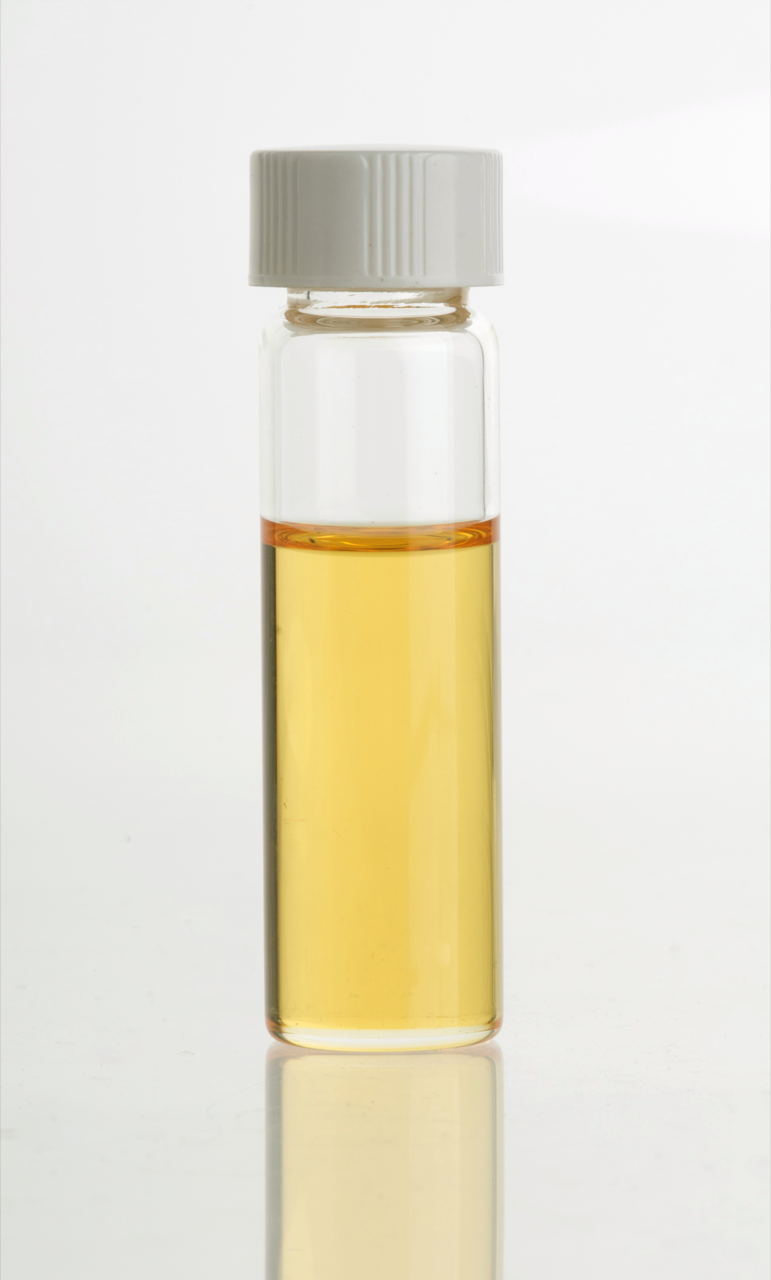
Cederträolja.

Cederträolja, eller cederolja, Oleum ligni cedri, är en eterisk olja som framställs genom destillation med vattenånga av veden från det röda virginiacederträdet, Juniperus virginiana.
I färskt tillstånd är den tjockflytande och nästan färglös, med svagt gul lyster. Färgen mörknar efter en längre tid, men oljan går fortfarande att använda.
Oljan har fått teknisk användning vid framställning av tvål och parfymer, samt vid målning av t.ex. porslin. På grund av sin starka ljusbrytande förmåga har den även använts som immersionsolja för mikroskop. Den används även på sina håll vid förfalskning av nejlik- eller kanelolja.
Den används även vid bekämpning av skadeinsekter och ohyra. 
Den äkta cederoljan, som framställs ur veden av Libanoncedern, är ovanligt förekommande på grund av minskad tillgång av denna trädart. Äkta cederolja är brungul till färgen och har en mycket god doft.